# Григорова Леся Тимофіївна
Леся Тимофіївна Гри́горова (нар. 14 серпня 1967, Київ — 1 листопада 2013) — українська художниця; член Національної спілки художників України з 1998 року. Дочка художників Тимофія і Тамари Лящуків, сестра художника Дмитра Лящука, дружина художника Олексія Григорова.

## З біографії

Могила Лесі та Віктора Григорових, Байкове кладовище

Народилася 14 серпня 1967 року в місті Києві. 1991 року закінчила Київський художній інститут, де навчалася, зокрема, у Віктора Шаталіна.
Жила у Києві, в будинку на вулиці Курганівській, № 3, квартира № 64.
Померла на 47-му році життя 1 листопада 2013 року. Похована разом зі своїм свекром, Віктором Григоровим, на Байковому кладовищі (ділянка № 49а).

## Творчість
Працювала у галузі станкового і монументального живопису. Серед робіт:
- «На крилах вічності» (1997);
- «Степові міражі» (1997);
- «Півники» (1997);
- «У вихорі пристрасті» (1997);
- «Спогад про Золоті ворота» (1998);
- «Відродження» (1999);
- «Благовіщення» (1999);
- серія «Меланхолійне» (1999);
- «Маки» (2000).

монументальний живопис
- монументальне панно «Київ» (2001, у співавторстві; зал очікування Київського залізничного вокзалу);
- «Діана на полюванні», «Муза» та живописні вставки (2003; 4–5-й поверхи Будинку з химерами у Києві на вулиці Банковій, № 10).

У 1999—2000 роках брала участь у відновленні розписів Михайлівского Золотоверхого собору в Києві.
Брала участь у всеукраїнських та міжнародних художніх виставках з 1991 року. Персональні виставки відбулися у Києві у 1998, 2000—2001 роках.